# Mark Knight
Mark Knight, aussi connu sous le pseudonyme madfiddler, est un musicien de la scène démo, violoniste, compositeur et sound designer dans le domaine du jeu vidéo. Il est né le 8 janvier 1973 à Brighton en Angleterre.

## Biographie
Les débuts de Mark Knight dans la production sonore et musicale remontent à l'adolescence, lorsqu'il crée des chiptunes sur Amiga pour des groupes de démo comme Anthrox ou Melon Dezign sous le pseudonyme TDK. Embauché en 1992 par ReadySoft pour contribuer aux musiques du jeu Guy Spy and the Crystals of Armageddon, sa carrière se poursuit avec Wing Commander pour lequel il arrange la partition orchestrale de George Sanger pour Amiga et Amiga CD32. Embauché ensuite à plein temps par Mindscape, il fera partie de l'équipe de développement jusqu'au rachat par Electronic Arts en 1997.
Il se met alors à son compte et travaille sur Duke Nukem 3D en composant 20 nouveaux morceaux pour la version PlayStation du jeu (Duke Nukem 3D: Total Meltdown). Par la suite embauché chez Bullfrog Productions, il compose les bandes originales des jeux cultes Dungeon Keeper 2 et Populous III. Bullfrog ayant été racheté par Electronic Arts, son travail évolue progressivement et il est de moins en moins amené à composer. Chargé par contre de plus en plus du design sonore au sein des deux sociétés, il travaille sur Quake 3 et sur Theme Park World, jeu pour lequel il est récompensé par un BAFTA Award du Meilleur Son en 2000.
En 2003 Knight quitte EA pour produire des arrangements pour le groupe Massive Attack. Il intègre ensuite Visual Sciences et travaille sur des titres tels que Harry Potter : Coupe du monde de Quidditch ou Formula One 2003. Après la faillite de la société en 2006 il retourne chez Electronic Arts au Warrington Studio... qui fermera 6 mois plus tard.
Il décide alors de se mettre à son compte comme compositeur ou designer sonore pour l'industrie du jeu vidéo, tout en étendant ses services au cinéma, à la télévision, à l'éducation et en proposant ses services de musicien. Cependant la naissance de son enfant le pousse vers plus de stabilité et il s'engage avec Codemasters en 2007 en tant que responsable du pôle Audio. Il œuvre depuis sur les jeux de course du studio comme Colin McRae: Dirt 2 et 3 ou F1 2010, 11 et 13.

## Projets

### Jeux vidéo

#### Composition
| 1992 : Guy Spy and the Crystals of Armageddon (musiques addtionnelles) 1993 : - Battleships - Evasive Action (musiques additionnelles) - Out to Lunch - Overkill & Lunar-C 1994 : Liberation: Captive 2 1995 : - Cyberspeed - Warhammer : Dans l'ombre du rat cornu | 1996 : Supersonic Racers (musiques additionnelles) 1997 : Duke Nukem 3D: Total Meltdown (musiques additionnelles) 1998 : - Populous : À l'aube de la création - Warhammer: Dark Omen 1999 : Dungeon Keeper 2 2000 : EA Sports Superbike 2000 (musiques additionnelles) 2011 : FortressCraft (musiques additionnelles) 2015 : F1 2015 2016 : F1 2016 |

#### Sound design
Sélection de son travail en tant que sound designer en chef ou directeur audio.
| 1991 : Battletoads 1992 : Outlander (jeu vidéo) 1993 : Out to Lunch 1995 : - Cyberspeed - Warhammer : Dans l'ombre du rat cornu 1998 : Warhammer: Dark Omen 1999 : Quake 3 2001 : Formula One 2001 2002 : - Formula One 2002 - Shox | 2007 : .ComBots 2008 : Race Driver: GRID 2009 : - Colin McRae: Dirt 2 - F1 2009 2010 : F1 2010 2011 : - Dirt 3 - F1 2011 2013 : F1 2013 2015 : F1 2015 2016: F1 2016 |

### En tant que violoniste
- 4-4-2 - Come on England
- C64Audio - Back in Time 3
- K-Passa - Born Again
- Pepe Deluxé - Beatitude
- SilverDogs - SilverDogs
- Tricks Upon Travellers - The Last Fish Supper
- Tricks Upon Travellers - Where the Skeletons Dance
- Frost* - The Dividing Line